# Horisme exoletata
Horisme exoletata là một loài bướm đêm trong họ Geometridae.